# 陈熙荣
陈熙荣（1953年—）前中国国家男子足球队球员、教练，在球员时代，他效力于广东队并在1979年赢得球队的第一个甲级冠军。曾在1976年亚洲杯和1980年亚洲杯代表中国国家男子足球队出战。退役之后，他在广东宏远、广州松日以及广州太阳神担任主教练，也曾在中国国家队、国奥队担任过代理主教练以及助理教练。此后放下教鞭，先后担任ESPN卫视体育台、广东广播电视台体育频道和新英体育的粤语及国语足球评述员。

## 荣誉
广东队
- 甲A冠军:1979

## 国家队比赛记录
| 比赛         | 年份        | 出场 | 进球 |
| ------------ | ----------- | ---- | ---- |
| 亚洲杯       | 1976年      | 1    | 0    |
| 熱身賽       | 1981-1982年 | 2    | 0    |
| 世界杯预选赛 | 1980-1982年 | 12   | 1    |
| 合计         |             | 15   | 1    |